# Jarvis Landry
Jarvis Charles Landry (Convent, 28 novembre 1992) è un giocatore di football americano statunitense che gioca nel ruolo di wide receiver per i New Orleans Saints della National Football League (NFL). Fu scelto nel corso del secondo giro (63º assoluto) del Draft NFL 2014 dai Miami Dolphins. Al college ha giocato a football all'Università della Louisiana.

## Carriera professionistica

### Miami Dolphins

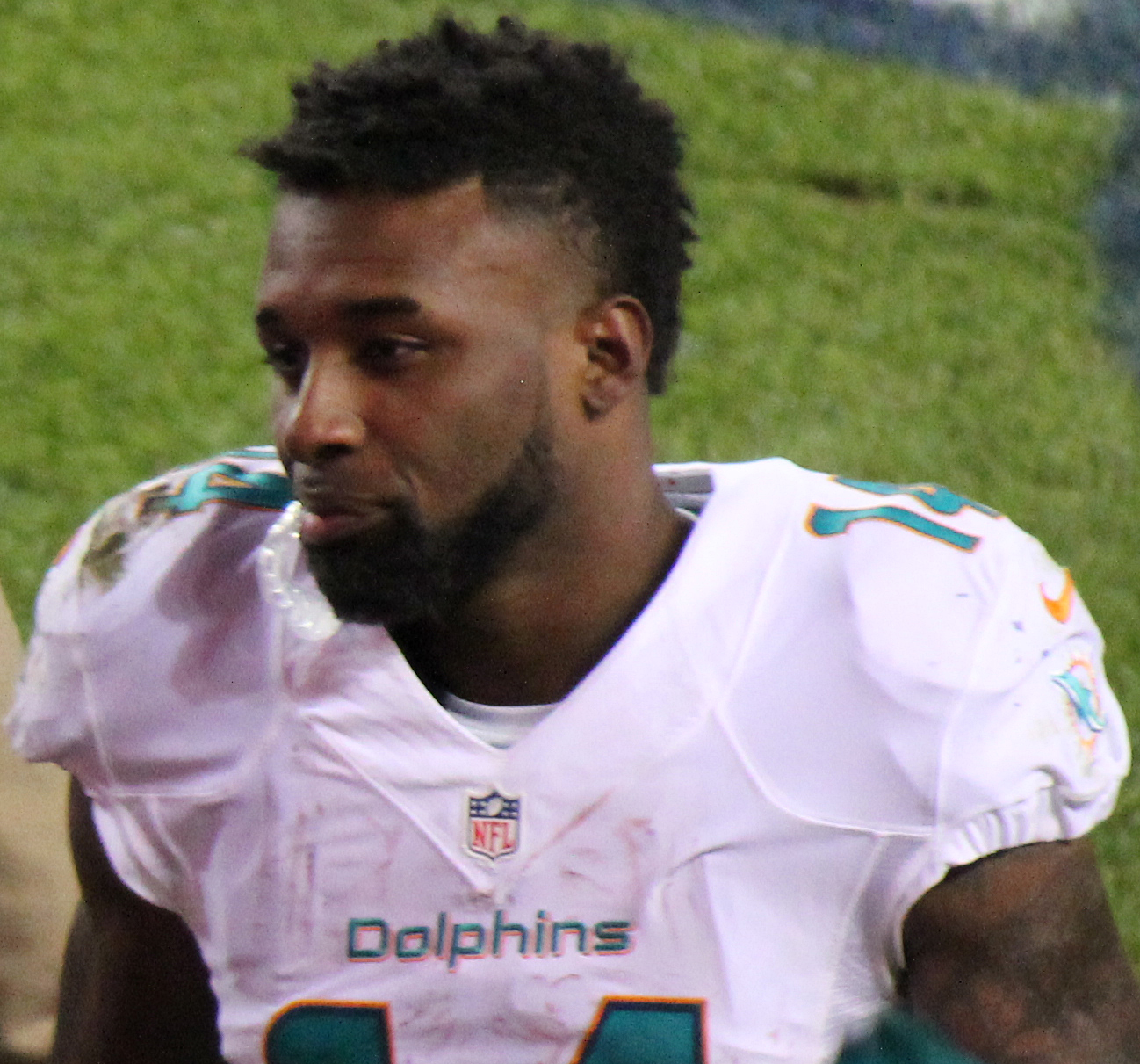
Landry ai Dolphins nel 2014

Landry fu scelto nel corso del secondo giro del Draft 2014 dai Miami Dolphins. Debuttò come professionista subentrando nella vittoria della settimana 1 contro i New England Patriots. La settimana successiva ricevette i suoi primi 5 passaggi per 49 yard contro i Buffalo Bills. Il primo touchdown in carriera lo segnò nella settimana 6 contro i Green Bay Packers. Ad ottobre, Landry si classificò secondo nella lega con una media di 35,6 yard per ritorno di kickoff, con un massimo di 54 yard, che gli valsero il premio di miglior giocatore degli special team della AFC del mese.
Nella settimana 12, Landry guidò i suoi con 50 yard ricevute e 2 touchdown coi Dolphins che misero in seria difficoltà i Denver Broncos, dovendo però infine arrendersi agli avversari per 39-36. La sua prima annata si chiuse al secondo posto tra tutti i rookie con 84 ricezioni, per 758 yard secondo nei Dolphins) e cinque touchdown, venendo inserito nella formazione ideale dei debuttanti dalla Pro Football Writers Association come kick returner.

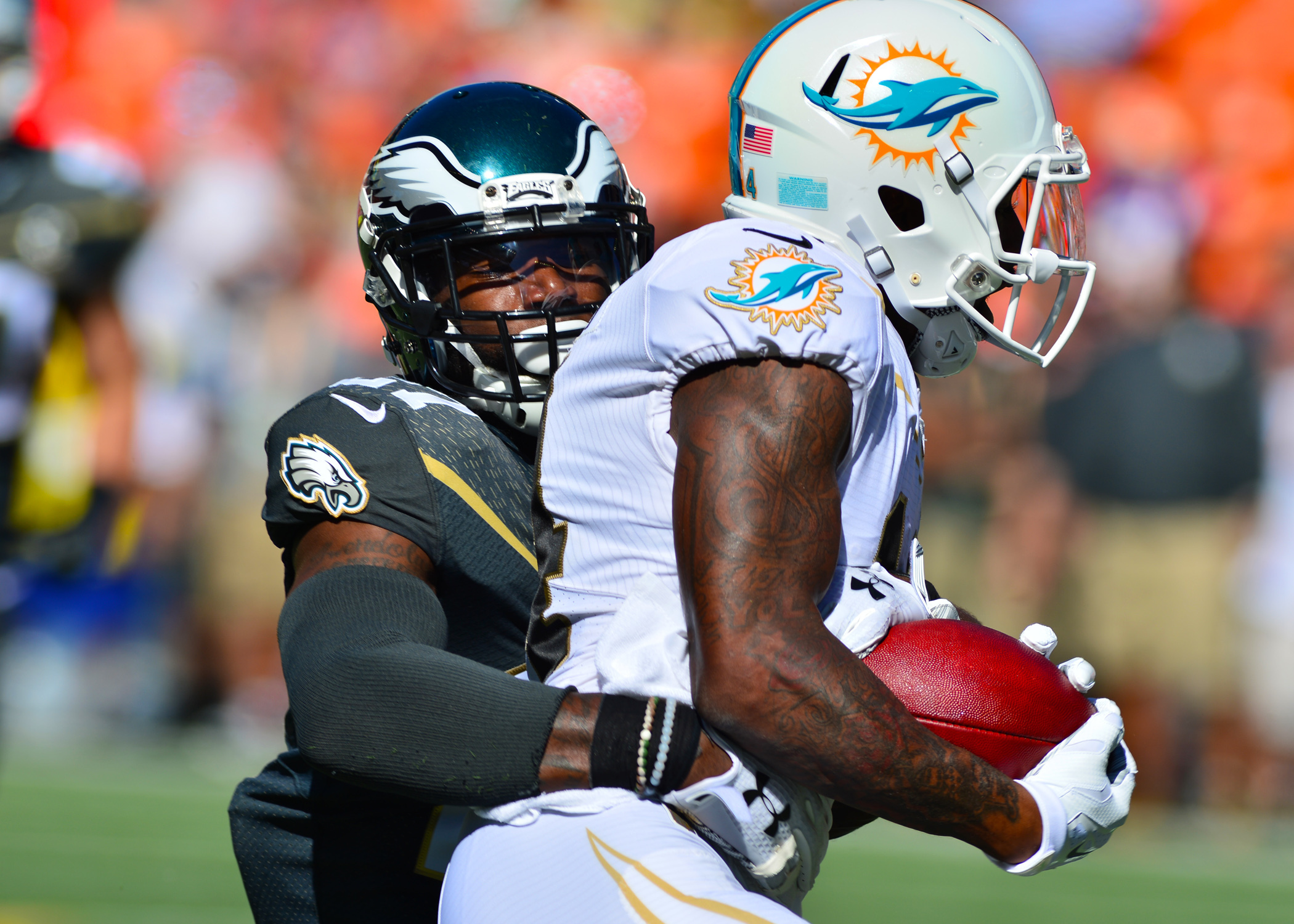
Landry placcato da Malcolm Jenkins nel Pro Bowl 2016

Nella prima gara della stagione 2015, Landry ritornò un punt per 69 yard in touchdown nella vittoria sui Washington Redskins che gli valse il premio di giocatore degli special team della AFC della settimana. I primi due TD su ricezione li segnò nel settimo turno vinto contro Houston. Nel dodicesimo ricevette un nuovo massimo stagionale di 165 yard con un TD, ma i Dolphins uscirono sconfitti coi Jets. La sua stagione si chiuse al quarto posto nella NFL con 110 ricezioni, con 1.157 yard ricevute, quattro TD su ricezione e uno su corsa, venendo convocato per il suo primo Pro Bowl al posto dell'infortunato Antonio Brown. Le sue 194 ricezioni nelle prime due stagioni in carriera furono un nuovo record NFL (primato superato in seguito da Michael Thomas nel 2017).
Nel 2016, Landry disputò per la prima volta tutte le 16 gare come titolare, ricevendo 94 passaggi per 1.136 yard e 4 touchdown, venendo convocato per il suo secondo Pro Bowl al posto dell'infortunato A.J. Green. Le sue 288 ricezioni nelle prime tre stagioni furono un primato NFL condiviso con l'amico Odell Beckham (superato nel 2018 da Michael Thomas). I Dolphins tornarono i playoff per la prima volta dal 2008 ma furono subito eliminati dai Pittsburgh Steelers.

Nel Monday Night Football della settimana 14 della stagione 2017, Landry ricevette due touchdown dal quarterback Jay Cutler, contribuendo alla vittoria a sorpresa sui New England Patriots campioni in carica. A fine stagione guidò la NFL con 112 ricezioni venendo convocato per il terzo Pro Bowl consecutivo al posto dell'infortunato DeAndre Hopkins. Con 400 ricezioni nelle prime quattro stagioni stabilì un altro record NFL.

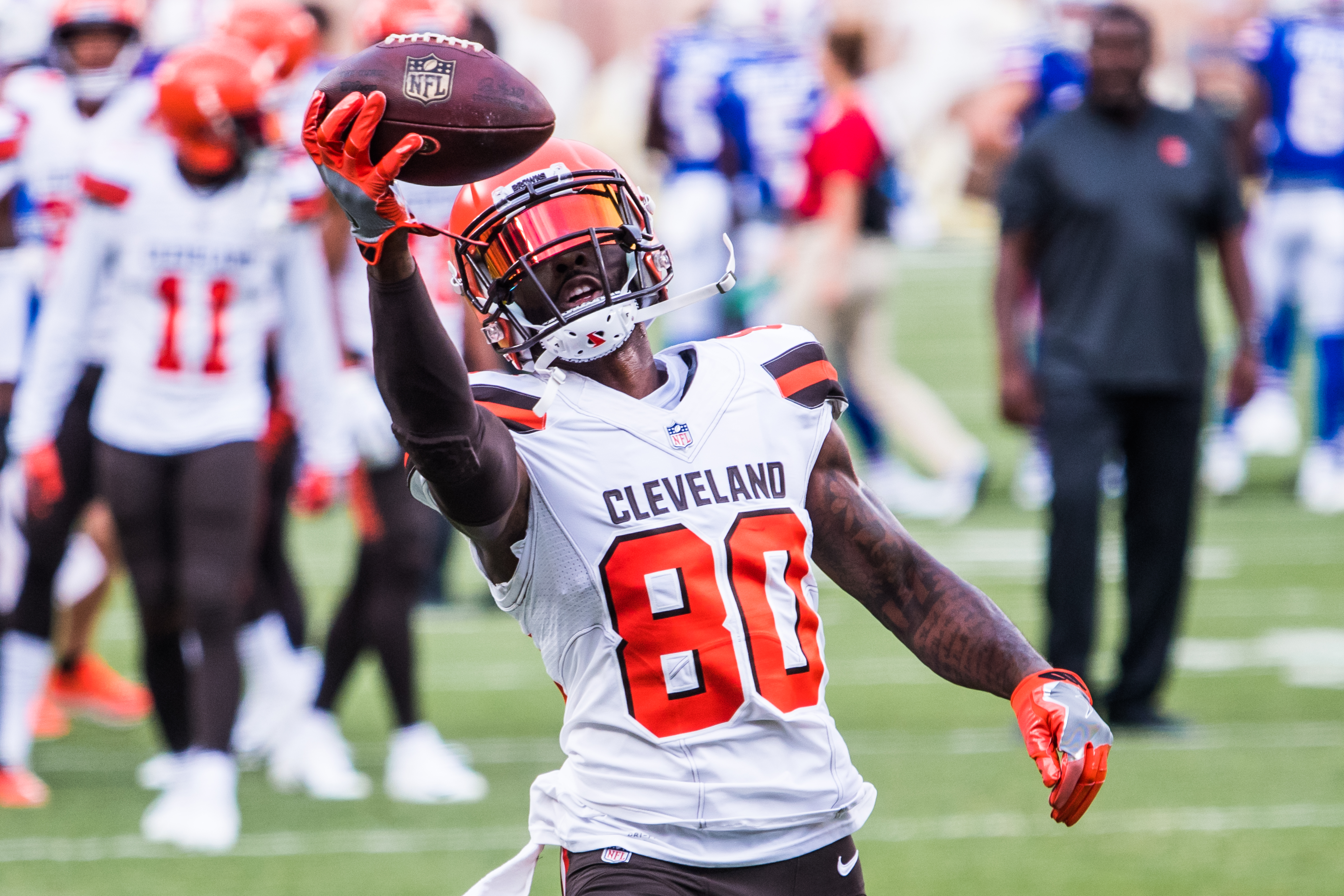
Landry nella pre-stagione 2018

### Cleveland Browns
Il 9 marzo 2018, Landry fu scambiato con i Cleveland Browns per una scelta del quarto giro del Draft NFL 2018 e una del settimo giro del Draft 2019. Nella prima stagione in Ohio ricevette 81 passaggi per 976 yard e 4 touchdown, venendo convocato per il Pro Bowl al posto dell'infortunato DeAndre Hopkins. I Browns invece passarono dalle zero vittorie dell'anno precedente a un record di 7-8-1.

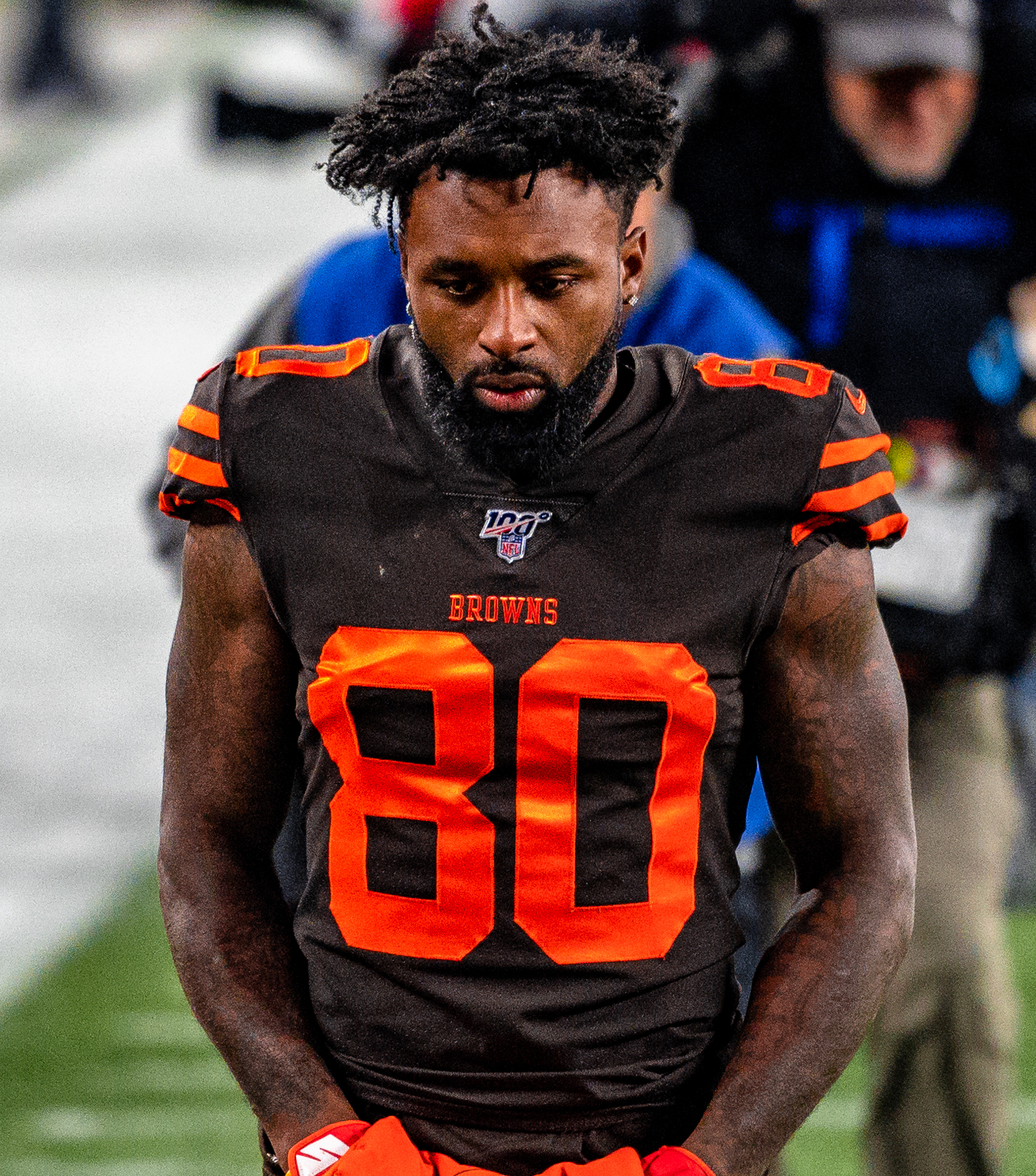
Landry ai Browns nel 2019

Nel quarto turno della stagione 2019 Landry ricevette dal quarterback Baker Mayfield un nuovo primato personale di 167 yard nella vittoria in trasferta sui Baltimore Ravens. A fine stagione fu convocato per il suo quinto Pro Bowl dopo avere ricevuto 83 passaggi per 1.174 yard e 6 touchdown.
Nel turno delle wild card dei playoff 2020 contro i Pittsburgh Steelers, Landry ricevette 92 yard e segnò un touchdown nella vittoria per 48–37.

### New Orleans Saints
Il 14 maggio 2022 firma un contratto annuale da 6 milioni di dollari con i New Orleans Saints.

## Palmarès
- Convocazioni al Pro Bowl: 5

2015, 2016, 2017, 2018, 2019
- Giocatore degli special team della AFC del mese: 1

ottobre 2014
- Giocatore degli special team della AFC della settimana: 1

1ª del 2015
- PFWA All-Rookie Team - 2014